# Trimma sostra
Trimma sostra är en fiskart som beskrevs av Richard Winterbottom 2004. Trimma sostra ingår i släktet Trimma och familjen smörbultsfiskar. Inga underarter finns listade i Catalogue of Life.